# Ion Nunweiller
Ion „Nelu“ Nunweiller (* 9. Januar 1936 in Piatra Neamț; † 3. Februar 2015 in Pitești) war ein rumänischer Fußballspieler und -trainer. Der Verteidiger bestritt 336 Spiele in der rumänischen Divizia A und der türkischen Süper Lig und nahm an den Olympischen Spielen 1964 teil.

## Spielerlaufbahn

### Verein
Nunweiller begann seine Karriere im Jahr 1956 bei Dinamo Bukarest, aus deren Jugend er hervorgegangen ist. Am 12. August 1956 kam er zu seinem ersten Einsatz in der höchsten rumänischen Spielklasse, der Divizia A. Nunweiller entwickelte sich bereits in seinen ersten Jahren zum festen Bestandteil der Mannschaft und hatte seinen Anteil an drei Pokalsiegen in den Jahren 1959, 1964 und 1968 sowie vier Meisterschaften in Folge in den Jahren 1962, 1963, 1964 und 1965.
Nach 16 Jahren verließ er Dinamo im Sommer 1968, da er die Gelegenheit erhalten hatte, ins Ausland zu wechseln. Dort schloss er sich Fenerbahçe Istanbul. Seine Zeit in Istanbul war ebenso erfolgreich wie die Zeit zuvor bei Dinamo und wurde durch den Gewinn der türkischen Meisterschaft im Jahr 1970 gekrönt. Nach zwei Jahren kehrte Nunweiller nach Rumänien zurück und lief wiederum für Dinamo Bukarest auf. In der Saison 1970/71 konnte er seiner Titelsammlung noch eine weitere Meisterschaft hinzufügen, ehe er ein Jahr später seine Karriere beendete.

### Nationalmannschaft
Nunweiller bestritt 40 Spiele für die rumänische Fußballnationalmannschaft. Er debütierte am 26. Oktober 1958 im Freundschaftsspiel gegen Ungarn. Im Jahr 1964 stand er im Aufgebot Rumäniens für die Olympischen Spiele in Tokio, wo er in allen Gruppenspielen sowie bei Viertelfinalaus gegen den späteren Olympiasieger Ungarn zum Einsatz kam. Sein letztes Länderspiel bestritt er am 25. Juni 1967 im letzten Spiel Rumäniens im Rahmen der Qualifikation zur Europameisterschaft 1968 gegen den späteren Europameister Italien.

## Trainerlaufbahn
Unmittelbar nach dem Ende seiner aktiven Laufbahn übernahm Nunweiller im Jahr 1972 seinen früheren Verein Dinamo Bukarest als Trainer. Schon in seiner ersten Saison konnte er die Meisterschaft holen. In der folgenden Spielzeit wurde er auf dem vierten Platz liegend zur Winterpause durch Nicolae Dumitru ersetzt. Im März 1976 wurde er selbst wiederum Nachfolger von Dumitru. Mit der Meisterschaft 1977 gewann er seinen zweiten Titel.
Im Jahr 1979 verließ Nunweiller Dinamo und übernahm die rumänische Jugend-Nationalmannschaft. Von 1981 bis 1983 trainierte er Gloria Bistrița in der Divizia B, verpasste aber jeweils den Aufstieg. In der Winterpause 1983/84 wurde er Trainer des Erstligisten Corvinul Hunedoara, den er zum Klassenerhalt führte. Ein Jahr später landete der Klub im Mittelfeld, trennte sich aber schon vier Spieltage vor Schluss von seinem Trainer. 
Im Sommer 1985 nahm ihn das gerade in die Divizia A aufgestiegene Team AS Victoria Bukarest in der Divizia A unter Vertrag, mit dem er den Klassenerhalt erreichte. Anschließend betreute er von 1986 bis 1989 die gerade in die höchste rumänische Liga aufgestiegene Mannschaft von Flacăra Moreni, die er in der Saison 1988/89 überraschend in den Europapokal führen konnte.
Nach einer kurzen Zeit beim türkischen Klub Bursaspor übernahm Nunweiller im April 1990 als Nachfolger von Constantin Stancu FC Argeș Pitești, das sich auf einem Abstiegsplatz befand, und führte den Verein zum Klassenerhalt. Nach Saisonende wurde er von Constantin Cârstea abgelöst, von dem er wiederum selbst in der Winterpause 1991/92 das Zepter übernahm. Am Ende der Saison musste der Klub in die Divizia B absteigen.
Im Jahr 1992 trainierte Nunweiller für kurze Zeit Ceahlăul Piatra Neamț in seiner Heimatstadt und schaffte mit dem Team den Aufstieg in die Divizia A. Danach zog er sich für ein paar Jahre vom Fußball zurück, bevor er von 1996 bis 1998 die Frauen-Nationalmannschaft von Rumänien betreute. Die letzte Station seiner Trainerlaufbahn war von 1998 bis 1999 der FC Baia Mare, mit dem er aus der Divizia B abstieg.
Anschließend zog er sich als Trainer zurück und war danach als Berater bei Dinamo Bukarest tätig. In fortgeschrittenem Alter litt Nunweiller an grauem Star und konnte sein Haus kaum noch verlassen. Er verstarb am 3. Februar 2015 im Alter von 79 Jahren.

## Erfolge

### Als Spieler
- Teilnehmer an Olympischen Spielen: 1964 (5. Platz)
- Rumänischer Meister: 1962, 1963, 1964, 1965
- Rumänischer Pokalsieger: 1959, 1964, 1968
- Türkischer Meister: 1970

### Als Trainer
- Rumänischer Meister: 1973, 1977
- Aufstieg in die Divizia A: 1993

## Sonstiges
Ion Nunweiller stammt aus eine Fußballfamilie. Jeder seiner sechs Brüder war aktiver Fußballspieler, darunter war Radu ebenfalls Nationalspieler und Lică ebenfalls in der Divizia A aktiv. Um Verwechslungen mit seinen Brüdern zu vermeiden, wurde Ion in der rumänischen Sportpresse als Nunweiller III geführt.
Am 25. März 2008 wurde Nunweiller vom rumänischen Staatspräsidenten Traian Băsescu für sein Lebenswerk mit dem Verdienstorden „Meritul sportiv“ III. Klasse ausgezeichnet. Er war Verdienter Meister des Sports und Verdienter Trainer.